# Tremarctins
Els tremarctins (Tremarctinae) són una subfamília d'úrsids que conté només un membre vivent, l'os d'antifaç (Tremarctos ornatus) a Sud-amèrica i diverses espècies extintes repartides en quatre gèneres: Tremarctos floridanus, els ossos de musell curt nord-americans dels gèneres Plionarctos (P. edensis i P. harroldorum) i Arctodus (A. pristinus i A. simus) i els ossos de musell curt sud-americans del gènere Arctotherium (incloent-hi A. latidens, A. brasilense, A. angustidens, A. vetustum, A. bonariense, A. tarijense i A. wingei).
Els tremarctins foren inclosos en els úrsids per P. R. Bjork el 1970 i n'és una de les tres subfamílies reconegudes.